# Горан Пандев
Го́ран Па́ндев (мак. Горан Пандев; нар. 27 липня 1983, Струмиця) — македонський футболіст, що грав на позиції нападника. Переможець Ліги чемпіонів (2010). Рекордсмен збірної Північної Македонії за кількістю проведених у її складі матчів і забитих за неї голів (122 матчі і 38 голів).

## Клубна кар'єра
2001 року молодого Пандева запросили до італійського «Інтернаціонале», звідки його відразу ж віддали в оренду: спочатку до «Спеції», а згодом до «Анкони», за команду якого він дебютував в Серії А. Таким чином Пандев став другим македонцем, що грав у Серії А, до нього балканську країну там представляв лише Дарко Панчев, що грав за «Інтернаціонале».
У 2004 році Горан перейшов до «Лаціо». У 2005 році він розпочав сезон, забивши в першому матчі гол, що принесло «Лаціо» перемогу над «Мессіною».
На початку 2010 року повернувся до «Інтернаціонале», провів в міланській команді півтора року, після чого був знову відданий у оренду, цього разу до «Наполі», який через рік уклав з македонцем повноцінний контракт.
У серпні 2014 року гравець підписав контракт з турецьким «Галатасараєм», але вже за рік повернувся до Італії, прийнявши запрошення від «Дженоа». Кольори цієї команди захищав протягом наступних шести з половиною сезонів. Здебільшого був гравцем основного складу і регулярно відзначався забитими голами, відзначившись 32 м'ячами у 187 іграх усіх турнірів.
На початку 2022 року перейшов до друголігової «Парми», у складі якої провів за півроку 11 ігор і забив останній гол своєї професійної кар'єри, про завершення якої оголосив влітку того ж року.

## Виступи за збірні
2000 року дебютував у складі юнацької збірної Македонії (U-17), загалом на юнацькому рівні взяв участь у 5 іграх, відзначившись 3 забитими голами.
Протягом 2002—2003 років залучався до складу молодіжної збірної Македонії. На молодіжному рівні зіграв у 7 офіційних матчах, забив 2 голи.
А ще 2001 року дебютував в офіційних матчах й у складі національної збірної Македонії. З 2003 року став гравцем основного складу національної команди та її головною ударною силою в нападі.
У серпні 2009 року відзначився дублем у товариській грі зі збірною Іспанії (поразка 2:3), забивши таким чином свої відповідно 16-й і 17-й голи за збірну Македонії, спочатку наздогнавши Джорджі Христова за кількістю голів в офіційних матчах цієї команди, а згодом й перевершивши досягнення до того найкращого бомбардира в історії македонської збірної. Наступного, 2010 року, був обраний капітаном національної команди.
Вийшовши на поле 21 березня 2019 року у грі відбору на Євро-2020, Пандев став другим гравцем збірної Північної Македонії (Македонії) після Гоце Седлоський, який виходив на поле у 100 офіційних матчах у формі цієї команди. Оскільки Седлоський свого часу зупинився на цьому досягненні, то вже наступна гра Пандева за збірну, проведена через три дні, зробила його одноосібним лідером за кількістю матчів за македонську головну команду.
Став першим капітаном македонської команди, що вивів її до фінальної частини великого міжнародного турніру — Євро-2020. Безпосередньо на турнірі став й першим македонцем-автором забитиго гола на подібних турнірах, відзначившись у ворота збірної Австрії. Національна команда Північної Македонії зазнала трьох поразок на груповій стадії Євро-2020, завершивши виступи на цій стадії, після чого Пандев оголосив про завершення кар'єри у збірній, маючи на той момент в активі 122 матчі і 38 голів у її формі.

## Статистика виступів

### Статистика клубних виступів
| Сезон                      | Команда                    | Чемпіонат                  | Чемпіонат | Чемпіонат | Національний кубок | Національний кубок | Національний кубок | Континентальні кубки | Континентальні кубки | Континентальні кубки | Інші змагання | Інші змагання | Інші змагання | Усього | Усього |
| Сезон                      | Команда                    | Ліга                       | Ігор      | Голів     | Ліга               | Ігор               | Голів              | Ліга                 | Ігор                 | Голів                | Ліга          | Ігор          | Голів         | Ігор   | Голів  |
| -------------------------- | -------------------------- | -------------------------- | --------- | --------- | ------------------ | ------------------ | ------------------ | -------------------- | -------------------- | -------------------- | ------------- | ------------- | ------------- | ------ | ------ |
| 2000–01                    | «Беласіца»                 | ЧМ                         | 18        | 6         | КМ                 | 0                  | 0                  | -                    | -                    | -                    | -             | -             | -             | 18     | 6      |
| 2001–02                    | «Інтернаціонале»           | A                          | 0         | 0         | КІ                 | 0                  | 0                  |                      | -                    | -                    | -             | -             | -             | 0      | 0      |
| 2002–03                    | «Спеція»                   | C1                         | 22        | 4         | КІ                 | 1                  | 0                  | -                    | -                    | -                    | -             | -             | -             | 23     | 4      |
| 2003–04                    | «Анкона»                   | A                          | 20        | 1         | КІ                 | 1                  | 0                  | -                    | -                    | -                    | -             | -             | -             | 21     | 1      |
| 2004–05                    | «Лаціо»                    | A                          | 25        | 3         | КІ                 | 1                  | 0                  | КУЄФА                | 4                    | 1                    | -             | -             | -             | 30     | 4      |
| 2005–06                    | «Лаціо»                    | A                          | 35        | 11        | КІ                 | 3                  | 1                  | Інт                  | 3                    | 0                    | -             | -             | -             | 41     | 12     |
| 2006–07                    | «Лаціо»                    | A                          | 36        | 11        | КІ                 | 3                  | 3                  | -                    | -                    | -                    | -             | -             | -             | 39     | 14     |
| 2007–08                    | «Лаціо»                    | A                          | 32        | 14        | КІ                 | 5                  | 0                  | ЛЧ                   | 7                    | 5                    | -             | -             | -             | 44     | 19     |
| 2008–09                    | «Лаціо»                    | A                          | 31        | 9         | КІ                 | 6                  | 6                  | -                    | -                    | -                    | -             | -             | -             | 37     | 15     |
| лип.-груд. 2009            | «Лаціо»                    | A                          | 0         | 0         | КІ                 | 0                  | 0                  | ЛЄ                   | -                    | -                    | СІ            | -             | -             | 0      | 0      |
| Усього за «Лаціо»          | Усього за «Лаціо»          | Усього за «Лаціо»          | 159       | 48        |                    | 18                 | 10                 |                      | 14                   | 6                    |               | -             | -             | 191    | 64     |
| січ.-черв. 2010            | «Інтернаціонале»           | A                          | 19        | 3         | КІ                 | 2                  | 0                  | ЛЧ                   | 6                    | 0                    | -             | -             | -             | 27     | 3      |
| 2010–11                    | «Інтернаціонале»           | A                          | 27        | 2         | КІ                 | 3                  | 0                  | ЛЧ                   | 7                    | 1                    | СІ+СУ+КЧС     | 1+1+2         | 1+0+1         | 41     | 5      |
| Усього за «Інтернаціонале» | Усього за «Інтернаціонале» | Усього за «Інтернаціонале» | 46        | 5         |                    | 5                  | 0                  |                      | 13                   | 1                    |               | 4             | 2             | 68     | 8      |
| 2011–12                    | «Наполі»                   | A                          | 30        | 6         | КІ                 | 5                  | 1                  | ЛЧ                   | 7                    | 0                    | -             | -             | -             | 42     | 7      |
| 2012–13                    | «Наполі»                   | A                          | 33        | 6         | КІ                 | 1                  | 0                  | ЛЄ                   | 6                    | 0                    | СІ            | 1             | 1             | 41     | 7      |
| 2013–14                    | «Наполі»                   | A                          | 29        | 7         | КІ                 | 3                  | 0                  | ЛЧ+ЛЄ                | 5+4                  | 0+1                  | -             | -             | -             | 41     | 8      |
| Усього за «Наполі»         | Усього за «Наполі»         | Усього за «Наполі»         | 92        | 19        |                    | 9                  | 1                  |                      | 22                   | 1                    |               | 1             | 1             | 124    | 22     |
| 2014–15                    | «Галатасарай»              | СЛ                         | 4         | 0         | КТ                 | 10                 | 7                  | ЛЧ                   | 3                    | 0                    | СКТ           | 0             | 0             | 17     | 7      |
| 2015–16                    | «Дженоа»                   | A                          | 15        | 0         | КІ                 | 1                  | 0                  | -                    | -                    | -                    | -             | -             | -             | 16     | 0      |
| 2016–17                    | «Дженоа»                   | A                          | 20        | 3         | КІ                 | 3                  | 4                  | -                    | -                    | -                    | -             | -             | -             | 23     | 7      |
| 2017–18                    | «Дженоа»                   | A                          | 32        | 5         | КІ                 | 1                  | 0                  | -                    | -                    | -                    | -             | -             | -             | 33     | 5      |
| 2018–19                    | «Дженоа»                   | A                          | 26        | 4         | КІ                 | 2                  | 0                  | -                    | -                    | -                    | -             | -             | -             | 28     | 4      |
| 2019–20                    | «Дженоа»                   | A                          | 34        | 9         | КІ                 | 1                  | 0                  | -                    | -                    | -                    | -             | -             | -             | 35     | 9      |
| 2020–21                    | «Дженоа»                   | A                          | 29        | 7         | КІ                 | 1                  | 0                  | -                    | -                    | -                    | -             | -             | -             | 30     | 7      |
| 2021-січ. 2022             | «Дженоа»                   | A                          | 20        | 0         | КІ                 | 2                  | 0                  | -                    | -                    | -                    | -             | -             | -             | 22     | 0      |
| Усього за «Дженоа»         | Усього за «Дженоа»         | Усього за «Дженоа»         | 176       | 28        |                    | 11                 | 4                  |                      | -                    | -                    |               | -             | -             | 187    | 32     |
| січ.-черв. 2022            | «Парма»                    | B                          | 11        | 1         | КІ                 | -                  | -                  | -                    | -                    | -                    | -             | -             | -             | 11     | 1      |
| Усього за кар'єру          | Усього за кар'єру          | Усього за кар'єру          | 548       | 112       |                    | 59                 | 23                 |                      | 52                   | 8                    |               | 5             | 3             | 664    | 146    |

### Статистика виступів за збірну
| Дата       | Місто                       | Господарі            | Результат | Гості                | Турнір                               | Голи | Примітки       |
| ---------- | --------------------------- | -------------------- | --------- | -------------------- | ------------------------------------ | ---- | -------------- |
| 6-6-2001   | Бурса (місто)               | Туреччина            | 3 – 3     | Північна Македонія   | Відбір до ЧС 2002                    | -    | 66'            |
| 21-8-2002  | Скоп'є                      | Північна Македонія   | 5 – 0     | Мальта               | товариський матч                     | 1    |                |
| 8-9-2002   | Вадуц                       | Ліхтенштейн          | 1 – 1     | Північна Македонія   | Відбір до ЧЄ 2004                    | -    | 69'            |
| 16-10-2002 | Саутгемптон                 | Англія               | 2 – 2     | Північна Македонія   | Відбір до ЧЄ 2004                    | -    | 62'            |
| 29-3-2003  | Скоп'є                      | Північна Македонія   | 0 – 2     | Словаччина           | Відбір до ЧЄ 2004                    | -    |                |
| 2-4-2003   | Лозанна                     | Португалія           | 1 – 0     | Північна Македонія   | товариський матч                     | -    | 48'            |
| 20-8-2003  | Прилеп (Північна Македонія) | Північна Македонія   | 3 – 1     | Албанія              | товариський матч                     | 1    | 73'            |
| 6-9-2003   | Скоп'є                      | Північна Македонія   | 1 – 2     | Англія               | Відбір до ЧЄ 2004                    | -    | 47'            |
| 10-9-2003  | Жиліна                      | Словаччина           | 1 – 1     | Північна Македонія   | Відбір до ЧЄ 2004                    | -    | 73'            |
| 18-2-2004  | Скоп'є                      | Північна Македонія   | 1 – 0     | Боснія і Герцеговина | товариський матч                     | 1    |                |
| 28-4-2004  | Скоп'є                      | Північна Македонія   | 0 – 1     | Хорватія             | товариський матч                     | -    |                |
| 11-6-2004  | Таллінн                     | Естонія              | 2 – 4     | Північна Македонія   | товариський матч                     | 1    |                |
| 18-8-2004  | Скоп'є                      | Північна Македонія   | 3 – 0     | Вірменія             | Відбір до ЧС 2006                    | 1    |                |
| 4-9-2004   | Крайова                     | Румунія              | 2 – 1     | Північна Македонія   | Відбір до ЧС 2006                    | -    |                |
| 9-10-2004  | Скоп'є                      | Північна Македонія   | 2 – 2     | Нідерланди           | Відбір до ЧС 2006                    | 1    | 88'            |
| 13-10-2004 | Андорра-ла-Велья            | Андорра              | 1 – 0     | Північна Македонія   | Відбір до ЧС 2006                    | -    |                |
| 17-11-2004 | Скоп'є                      | Північна Македонія   | 0 – 2     | Чехія                | Відбір до ЧС 2006                    | -    |                |
| 9-2-2005   | Скоп'є                      | Північна Македонія   | 0 – 0     | Андорра              | Відбір до ЧС 2006                    | -    |                |
| 4-6-2005   | Єреван                      | Вірменія             | 1 – 2     | Північна Македонія   | Відбір до ЧС 2006                    | 2    |                |
| 8-6-2005   | Тепліце                     | Чехія                | 6 – 1     | Північна Македонія   | Відбір до ЧС 2006                    | 1    | 44' - 65'      |
| 17-8-2005  | Скоп'є                      | Північна Македонія   | 0 – 3     | Фінляндія            | Відбір до ЧС 2006                    | -    | 32'            |
| 7-9-2005   | Тампере                     | Фінляндія            | 5 – 1     | Північна Македонія   | Відбір до ЧС 2006                    | -    | кап.           |
| 12-10-2005 | Амстердам                   | Нідерланди           | 0 – 0     | Північна Македонія   | Відбір до ЧС 2006                    | -    |                |
| 12-11-2005 | Вадуц                       | Ліхтенштейн          | 1 – 2     | Північна Македонія   | товариський матч                     | -    | 34'            |
| 1-3-2006   | Скоп'є                      | Північна Македонія   | 0 – 1     | Болгарія             | товариський матч                     | -    |                |
| 16-8-2006  | Таллінн                     | Естонія              | 0 – 1     | Північна Македонія   | Відбір до ЧЄ 2008                    | -    | 82'            |
| 6-9-2006   | Скоп'є                      | Північна Македонія   | 0 – 1     | Англія               | Відбір до ЧЄ 2008                    | -    |                |
| 7-10-2006  | Манчестер                   | Англія               | 0 – 0     | Північна Македонія   | Відбір до ЧЄ 2008                    | -    | 83'            |
| 11-10-2006 | Андорра-ла-Велья            | Андорра              | 0 – 3     | Північна Македонія   | Відбір до ЧЄ 2008                    | 1    | 55'            |
| 7-2-2007   | Шкодер (місто)              | Албанія              | 0 – 1     | Північна Македонія   | товариський матч                     | -    | 46'            |
| 24-3-2007  | Загреб                      | Хорватія             | 2 – 1     | Північна Македонія   | Відбір до ЧЄ 2008                    | -    | 67'            |
| 2-6-2007   | Скоп'є                      | Північна Македонія   | 1 – 2     | Ізраїль              | Відбір до ЧЄ 2008                    | -    | 55'            |
| 8-9-2007   | Москва                      | Росія                | 3 – 0     | Північна Македонія   | Відбір до ЧЄ 2008                    | -    |                |
| 17-10-2007 | Скоп'є                      | Північна Македонія   | 3 – 0     | Андорра              | Відбір до ЧЄ 2008                    | 1    |                |
| 6-2-2008   | Скоп'є                      | Північна Македонія   | 1 – 1     | Сербія               | товариський матч                     | -    | 59'            |
| 26-3-2008  | Зениця                      | Боснія і Герцеговина | 2 – 2     | Північна Македонія   | товариський матч                     | -    | 72'            |
| 26-5-2008  | Ройтлінген                  | Польща               | 1 – 1     | Північна Македонія   | товариський матч                     | -    | — 61'          |
| 20-8-2008  | Люксембург                  | Люксембург           | 1 – 4     | Північна Македонія   | товариський матч                     | 2    |                |
| 6-9-2008   | Скоп'є                      | Північна Македонія   | 1 – 0     | Шотландія            | Відбір до ЧС 2010                    | -    | 63' — 83'      |
| 10-9-2008  | Скоп'є                      | Північна Македонія   | 1 – 2     | Нідерланди           | Відбір до ЧС 2010                    | 1    |                |
| 15-10-2008 | Рейк'явік                   | Ісландія             | 1 – 0     | Північна Македонія   | Відбір до ЧС 2010                    | -    |                |
| 19-11-2008 | Подгориця                   | Чорногорія           | 2 – 1     | Північна Македонія   | товариський матч                     | -    | 46'            |
| 11-2-2009  | Анталія                     | Північна Македонія   | 1 – 1     | Молдова              | товариський матч                     | 1    |                |
| 1-4-2009   | Амстердам                   | Нідерланди           | 4 – 0     | Північна Македонія   | Відбір до ЧС 2010                    | -    |                |
| 6-6-2009   | Скоп'є                      | Північна Македонія   | 0 – 0     | Норвегія             | Відбір до ЧС 2010                    | -    |                |
| 9-6-2009   | Скоп'є                      | Північна Македонія   | 2 – 0     | Ісландія             | Відбір до ЧС 2010                    | -    |                |
| 12-8-2009  | Скоп'є                      | Північна Македонія   | 2 – 3     | Іспанія              | товариський матч                     | 2    | 79'            |
| 5-9-2009   | Глазго                      | Шотландія            | 2 – 0     | Північна Македонія   | Відбір до ЧС 2010                    | -    |                |
| 9-9-2009   | Осло                        | Норвегія             | 2 – 1     | Північна Македонія   | Відбір до ЧС 2010                    | -    |                |
| 11-10-2009 | Скоп'є                      | Північна Македонія   | 2 – 1     | Катар                | товариський матч                     | 2    |                |
| 14-11-2009 | Струмиця (община)           | Північна Македонія   | 3 – 0     | Канада               | товариський матч                     | 2    |                |
| 18-11-2009 | Тегеран                     | Іран                 | 1 – 1     | Північна Македонія   | товариський матч                     | 1    | 86'            |
| 3-3-2010   | Скоп'є                      | Північна Македонія   | 2 – 1     | Чорногорія           | товариський матч                     | 1    | 76'            |
| 11-8-2010  | Валлетта                    | Мальта               | 1 – 1     | Північна Македонія   | товариський матч                     | -    | кап.           |
| 3-9-2010   | Братислава                  | Словаччина           | 1 – 0     | Північна Македонія   | Відбір до ЧЄ 2012                    | -    | кап. 86'       |
| 7-9-2010   | Скоп'є                      | Північна Македонія   | 2 – 2     | Вірменія             | Відбір до ЧЄ 2012                    | -    | кап.           |
| 9-2-2011   | Скоп'є                      | Північна Македонія   | 0 – 1     | Камерун              | товариський матч                     | -    | 46'            |
| 26-3-2011  | Дублін                      | Ірландія             | 2 – 1     | Північна Македонія   | Відбір до ЧЄ 2012                    | -    | кап.           |
| 4-6-2011   | Скоп'є                      | Північна Македонія   | 0 – 2     | Ірландія             | Відбір до ЧЄ 2012                    | -    | кап.           |
| 10-8-2011  | Баку                        | Азербайджан          | 0 – 1     | Північна Македонія   | товариський матч                     | 1    | кап.           |
| 2-9-2011   | Москва                      | Росія                | 1 – 0     | Північна Македонія   | Відбір до ЧЄ 2012                    | -    | кап. 42', 90'  |
| 29-2-2012  | Люксембург                  | Люксембург           | 2 – 1     | Північна Македонія   | товариський матч                     | -    | кап.           |
| 26-5-2012  | Лейрія                      | Португалія           | 0 – 0     | Північна Македонія   | товариський матч                     | -    | кап.           |
| 29-5-2012  | Ешторіл                     | Ангола               | 0 – 0     | Північна Македонія   | товариський матч                     | -    | кап. 46'       |
| 15-8-2012  | Скоп'є                      | Північна Македонія   | 1 – 0     | Литва                | товариський матч                     | 1    | кап.           |
| 7-9-2012   | Загреб                      | Хорватія             | 1 – 0     | Північна Македонія   | Відбір до ЧС 2014                    | -    | кап.           |
| 11-9-2012  | Глазго                      | Шотландія            | 1 – 1     | Північна Македонія   | Відбір до ЧС 2014                    | -    | кап. 52'       |
| 12-10-2012 | Скоп'є                      | Північна Македонія   | 1 – 2     | Хорватія             | Відбір до ЧС 2014                    | -    | кап. 90'       |
| 6-2-2013   | Скоп'є                      | Північна Македонія   | 3 – 0     | Данія                | товариський матч                     | 1    | кап. 65'       |
| 22-3-2013  | Скоп'є                      | Північна Македонія   | 0 – 2     | Бельгія              | Відбір до ЧС 2014                    | -    | кап.           |
| 26-3-2013  | Брюссель                    | Бельгія              | 1 – 0     | Північна Македонія   | Відбір до ЧС 2014                    | -    | кап.           |
| 14-8-2013  | Скоп'є                      | Північна Македонія   | 2 – 0     | Болгарія             | товариський матч                     | -    | кап. 59'       |
| 6-9-2013   | Скоп'є                      | Північна Македонія   | 2 – 1     | Уельс                | Відбір до ЧС 2014                    | -    | кап. 45'       |
| 10-9-2013  | Скоп'є                      | Північна Македонія   | 1 – 2     | Шотландія            | Відбір до ЧС 2014                    | -    | кап.           |
| 11-10-2013 | Кардіфф                     | Уельс                | 1 – 0     | Північна Македонія   | Відбір до ЧС 2014                    | -    | кап.           |
| 23-3-2016  | Копер (Словенія)            | Словенія             | 1 – 0     | Північна Македонія   | товариський матч                     | -    | кап. 46'       |
| 29-3-2016  | Скоп'є                      | Північна Македонія   | 0 – 2     | Болгарія             | товариський матч                     | -    | кап.           |
| 29-5-2016  | Бад-Ерлах                   | Північна Македонія   | 3 – 1     | Азербайджан          | товариський матч                     | 1    | кап. 73'       |
| 2-6-2016   | Скоп'є                      | Північна Македонія   | 1 – 3     | Іран                 | товариський матч                     | -    | кап. 46'       |
| 5-9-2016   | Шкодер (місто)              | Албанія              | 2 – 1     | Північна Македонія   | Відбір до ЧС 2018                    | -    | кап.           |
| 6-10-2016  | Скоп'є                      | Північна Македонія   | 1 – 2     | Ізраїль              | Відбір до ЧС 2018                    | -    | кап. 76'       |
| 9-10-2016  | Скоп'є                      | Північна Македонія   | 2 – 3     | Італія               | Відбір до ЧС 2018                    | -    | кап.           |
| 12-11-2016 | Гранада                     | Іспанія              | 4 – 0     | Північна Македонія   | Відбір до ЧС 2018                    | -    | кап. 60'       |
| 24-3-2017  | Вадуц                       | Ліхтенштейн          | 0 – 3     | Північна Македонія   | Відбір до ЧС 2018                    | -    | кап.           |
| 28-3-2017  | Скоп'є                      | Північна Македонія   | 3 – 0     | Білорусь             | товариський матч                     | 2    | кап. 73'       |
| 5-6-2017   | Скоп'є                      | Північна Македонія   | 0 – 0     | Туреччина            | товариський матч                     | -    | кап. 71'       |
| 11-6-2017  | Скоп'є                      | Північна Македонія   | 1 – 2     | Іспанія              | Відбір до ЧС 2018                    | -    | кап. 35'       |
| 2-9-2017   | Хайфа                       | Ізраїль              | 0 – 1     | Північна Македонія   | Відбір до ЧС 2018                    | 1    | кап.           |
| 5-9-2017   | Скоп'є                      | Північна Македонія   | 1 – 1     | Албанія              | Відбір до ЧС 2018                    | -    | кап.           |
| 6-10-2017  | Турин                       | Італія               | 1 – 1     | Північна Македонія   | Відбір до ЧС 2018                    | -    | кап. 80'       |
| 9-10-2017  | Скоп'є                      | Північна Македонія   | 4 – 0     | Ліхтенштейн          | Відбір до ЧС 2018                    | -    | кап. 63'       |
| 11-11-2017 | Скоп'є                      | Північна Македонія   | 2 – 0     | Норвегія             | товариський матч                     | 1    | кап. 68'       |
| 23-3-2018  | Анталія                     | Фінляндія            | 0 – 0     | Північна Македонія   | товариський матч                     | -    | кап. 88'       |
| 27-3-2018  | Анталія                     | Азербайджан          | 1 – 1     | Північна Македонія   | товариський матч                     | -    | кап. 46'       |
| 6-9-2018   | Гібралтар                   | Гібралтар            | 0 – 2     | Північна Македонія   | Ліга націй УЄФА 2018-2019 - 1-й етап | -    | кап. 46'       |
| 9-9-2018   | Скоп'є                      | Північна Македонія   | 2 – 0     | Вірменія             | Ліга націй УЄФА 2018-2019 - 1-й етап | 1    | кап. 69'       |
| 13-10-2018 | Скоп'є                      | Північна Македонія   | 4 – 1     | Ліхтенштейн          | Ліга націй УЄФА 2018-2019 - 1-й етап | 1    | кап. 68'       |
| 16-10-2018 | Єреван                      | Вірменія             | 4 – 0     | Північна Македонія   | Ліга націй УЄФА 2018-2019 - 1-й етап | -    | кап. 27'       |
| 16-11-2018 | Вадуц                       | Ліхтенштейн          | 0 – 2     | Північна Македонія   | Ліга націй УЄФА 2018-2019 - 1-й етап | -    | кап. 49'       |
| 21-3-2019  | Скоп'є                      | Північна Македонія   | 3 – 1     | Латвія               | Відбір до ЧЄ 2020                    | -    | кап. 70'       |
| 24-3-2019  | Любляна                     | Словенія             | 1 – 1     | Північна Македонія   | Відбір до ЧЄ 2020                    | -    | кап. 76'       |
| 7-6-2019   | Скоп'є                      | Північна Македонія   | 0 – 1     | Польща               | Відбір до ЧЄ 2020                    | -    | кап. 85'       |
| 10-6-2019  | Скоп'є                      | Північна Македонія   | 1 – 4     | Австрія              | Відбір до ЧЄ 2020                    | -    | кап.           |
| 5-9-2019   | Беер-Шева                   | Ізраїль              | 1 – 1     | Північна Македонія   | Відбір до ЧЄ 2020                    | -    | 69'            |
| 9-9-2019   | Рига                        | Латвія               | 0 – 2     | Північна Македонія   | Відбір до ЧЄ 2020                    | 1    | кап. 75'       |
| 10-10-2019 | Скоп'є                      | Північна Македонія   | 2 – 1     | Словенія             | Відбір до ЧЄ 2020                    | -    | кап. 27' 66'   |
| 13-10-2019 | Варшава                     | Польща               | 2 – 0     | Північна Македонія   | Відбір до ЧЄ 2020                    | -    | кап. 14'       |
| 19-11-2019 | Скоп'є                      | Північна Македонія   | 1 – 0     | Ізраїль              | Відбір до ЧЄ 2020                    | -    | кап. 79'       |
| 5-9-2020   | Скоп'є                      | Північна Македонія   | 2 – 1     | Вірменія             | Ліга націй УЄФА 2020-2021 - 1-й етап | -    | 61'            |
| 8-9-2020   | Тбілісі                     | Грузія               | 1 – 1     | Північна Македонія   | Ліга націй УЄФА 2020-2021 - 1-й етап | -    | кап. 78'       |
| 8-10-2020  | Скоп'є                      | Північна Македонія   | 2 – 1     | Косово               | Відбір до ЧЄ 2020                    | -    | кап. 80'       |
| 11-10-2020 | Таллінн                     | Естонія              | 3 – 3     | Північна Македонія   | Ліга націй УЄФА 2020-2021 - 1-й етап | 1    | 64' кап.       |
| 14-10-2020 | Скоп'є                      | Північна Македонія   | 1 – 1     | Грузія               | Ліга націй УЄФА 2020-2021 - 1-й етап | -    | кап.           |
| 12-11-2020 | Тбілісі                     | Грузія               | 0 – 1     | Північна Македонія   | Відбір до ЧЄ 2020                    | 1    | кап.           |
| 25-3-2021  | Бухарест                    | Румунія              | 3 – 2     | Північна Македонія   | Відбір до ЧС 2022                    | -    | кап. 45+1' 78' |
| 28-3-2021  | Скоп'є                      | Північна Македонія   | 5 – 0     | Ліхтенштейн          | Відбір до ЧС 2022                    | -    | кап. 58'       |
| 31-3-2021  | Дуйсбург                    | Німеччина            | 1 – 2     | Північна Македонія   | Відбір до ЧС 2022                    | 1    | кап. 77' 90'   |
| 1-6-2021   | Скоп'є                      | Північна Македонія   | 1 – 1     | Словенія             | товариський матч                     | -    | кап. 70'       |
| 4-6-2021   | Скоп'є                      | Північна Македонія   | 4 – 0     | Казахстан            | товариський матч                     | -    | кап. 62'       |
| 13-6-2021  | Бухарест                    | Австрія              | 3 – 1     | Північна Македонія   | ЧЄ 2020 - 1-й етап                   | 1    | кап.           |
| 17-6-2021  | Бухарест                    | Україна              | 2 – 1     | Північна Македонія   | ЧЄ 2020 - 1-й етап                   | -    | кап.           |
| 21-6-2021  | Амстердам                   | Північна Македонія   | 0 – 3     | Нідерланди           | ЧЄ 2020 - 1-й етап                   | -    | кап. 69'       |
| Усього     |                             | Матчів (1 місце)     | 122       |                      | Голів (1 місце)                      | 38   |                |

## Досягнення
- Переможець Ліги чемпіонів УЄФА (1):

Інтернаціонале: 2010
- Переможець Клубного чемпіонат світу з футболу (1):

Інтернаціонале: 2010
- Чемпіон Італії (1):

Інтернаціонале: 2010
- Чемпіон Туреччини (1):

Галатасарай: 2015
- Володар Кубка Італії (5):

Лаціо: 2009
Інтернаціонале: 2010, 2011
Наполі: 2012, 2014
- Володар Кубка Туреччини (1):

Галатасарай: 2015
- Володар Суперкубка Італії (3):

Лаціо: 2009
Інтернаціонале: 2010
Наполі: 2014